# Hymenochirus
Genre
Hymenochirus est un genre d'amphibiens de la famille des Pipidae.

## Répartition
Les quatre espèces de ce genre se rencontrent dans les forêts équatoriales d'Afrique, du Nigeria et du Sud du Cameroun au Gabon et à l'Est du bassin du fleuve Congo.

## Liste des espèces
Selon Amphibian Species of the World (11 juin 2017) :
- Hymenochirus boettgeri (Tornier, 1896)
- Hymenochirus boulengeri de Witte, 1930
- Hymenochirus curtipes Noble, 1924
- Hymenochirus feae Boulenger, 1906

## Publication originale
- Boulenger, 1896 : A new Genus of Aglossal Batrachians. Annals and Magazine of Natural History, sér. 6, vol. 18, p. 420 (texte intégral).